# Przeglądarka offline

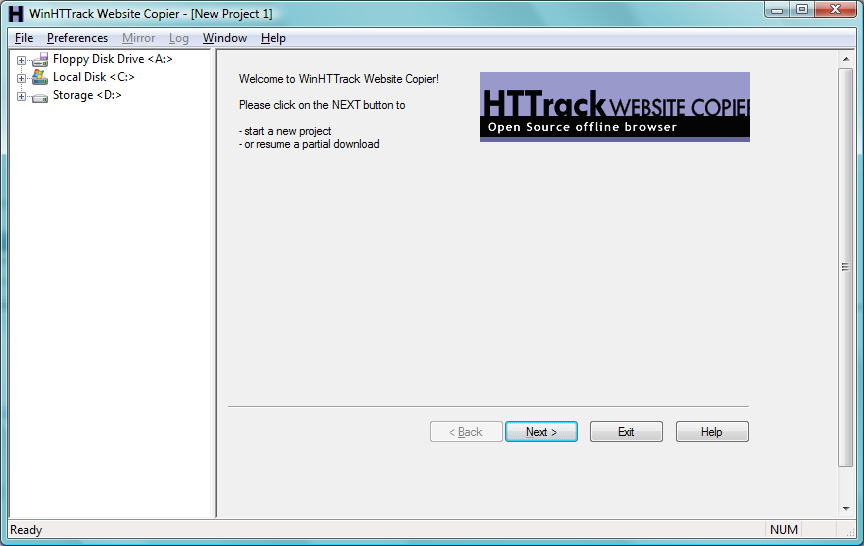
HTTrack Website Copier

Przeglądarka offline – aplikacja służąca do kopiowania stron internetowych, co umożliwia późniejsze ich przeglądanie bez połączenia z internetem. Pliki HTML są w tym celu pobierane rekurencyjnie – aplikacja wykrywa w stronie HTML hiperłącza i podążając za nimi, pobiera dalsze strony. Oprócz samej strony pobiera również wszystkie znajdujące się na niej elementy, np. obrazki, skrypty, arkusze stylów. W ten sposób uzyskuje się lokalną kopię witryny.
W celu uniknięcia zapętleń programy te zwykle pozwalają określić maksymalny stopień zagłębienia, lub ścieżkę, spoza której pliki nie są pobierane.
W wypadku stron generowanych przez skrypty działające po stronie serwera (np. PHP), co wynika ze specyfiki działania protokołu HTTP, program zapisuje plik HTML będący wynikiem działania skryptu, a nie kod samego skryptu.

## Przykładowe programy
| Nazwa                  | Interfejs                                  | Cena    | System operacyjny                                           |
| ---------------------- | ------------------------------------------ | ------- | ----------------------------------------------------------- |
| HTTrack Website Copier | graficzny                                  | Darmowy | Windows, Unix, Linux                                        |
| BackStreet Browser     | graficzny                                  | Darmowy | Windows                                                     |
| Wget                   | linia komend (istnieją graficzne nakładki) | Darmowy | Windows, Unix, Linux, Mac* * Wymaga samodzielnej kompilacji |
| WebCopier              | graficzny                                  | Płatny  | Windows, Mac, Unix, Linux, Windows Mobile                   |
| Offline Explorer       | graficzny                                  | Płatny  | Windows                                                     |